# VKDSt Hasso-Rhenania Mainz
Die VKDSt Hasso-Rhenania Mainz im CV ist eine katholische, farbentragende, nichtschlagende Studentenverbindung in Mainz. Sie wurde 1946 gegründet und gehört seitdem dem Cartellverband der katholischen deutschen Studentenverbindungen (CV) an.

## Geschichte

### Vorgeschichte in Gießen
An der Landesuniversität in Gießen hatten, bereits am 10. Dezember 1882, sechs überwiegend aus Rheinhessen stammende Gießener Studenten die Gründung einer „Freien Vereinigung Hasso-Rhenania“ beschlossen. Sechs Tage später feierte die Hasso-Rhenania ein Verbrüderungsfest mit der benachbarten CV-Verbindung VKDSt Rhenania Marburg.

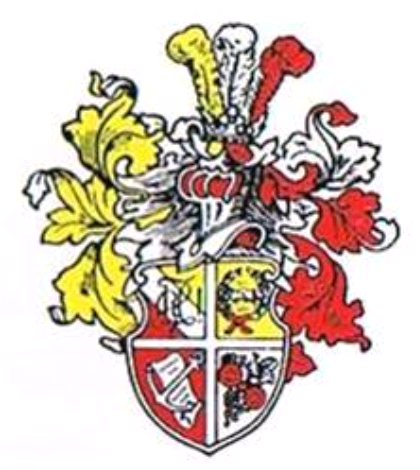
Wappen der Hasso-Rhenania Gießen

Die offizielle Gründung der Hasso-Rhenania Gießen war schließlich am 18. Januar des Folgejahres, nach Vorlage der notwendigen Unterlagen beim Rektor der Universität, erfolgt. Am 1. Februar 1883 war mit dem aus Mainz stammenden Jean Ledroit der erste Fux rezipiert worden. Am 16. Juni 1883 erfolgte die Aufnahme in den CV als im Jahre 1888 nun hatten in Mainz lebende Philister den 'Hasso-Rhenanen-Philisterclub', der sich im Wintersemester 1927/28 in den „Mainzer Zirkel Gießener Hasso-Rhenanen“ umbenannte, gegründet.
Um der Zwangsauflösung zuvorzukommen, löste sie am 30. Mai 1936 ihre Aktivitas auf und verkaufte ihr Verbindungshaus. Am gleichen Tage richtete der damalige Philistersenior Sanitätsrat Georg Schollmayer ein Traditionszimmer als „Museum Hasso-Rhenaniae“ in Mainz ein. Wegen des Himmler-Erlass vom 20. Juni 1938, der das endgültige Verbot katholischer Korporationen bewirkte, beendete auch das Philisterium seine Existenz. Vier Tage später wurde das Verbindungsvermögen durch die Gestapo beschlagnahmt.

### Gründungsgeschichte
Als sich 1946 die Wiederbegründung der Mainzer Universität abzeichnete, holte Schollmayer die Zustimmung der verbliebenen 50 Alten Herren der Hasso-Rhenania ein, um die aufgelöste Verbindung in Mainz wiederzubegründen. So gründete sich am 26. Juni 1946 illegal eine „Hasso-Rhenanen-Gruppe“ mit der Absicht, die Tradition der Gießener Hasso-Rhenania in Mainz fortzuführen. Dieses Datum gilt daher als offizielles Gründungsdatum Mainzer Hasso-Rhenania. Noch wurden allerdings keine Chargen, sondern bloß sogenannte 'Obmänner' gewählt. Am 5. Februar 1947 gründeten die Mitglieder der Hasso-Rhenanen-Gruppe den 'St. Martinus-Bund' als Teil der Katholischen Studentengemeinde. Dieser wurde jedoch als getarnte illegale Korporation noch im selben Jahr bei der französischen Militärregierung gemeldet und aus diesem Grunde wieder aufgelöst.
Nichtsdestotrotz genoss die Hasso-Rhenanen-Gruppe weiterhin einen regen Zulauf, sodass es möglich wurde, unter der Führung von Paul Nagel die „CV-Gruppe Rheno-Palatia“ zu begründen, die im Jahre 1948 die Tradition der CV-Verbindung KDStV Rheno-Palatia Breslau übernahm.
Zum Sommersemester 1948 beantragte Georg Schollmayer mit Billigung des Rektorats der Universität, unter der Leitung von Prälat August Reatz stehend, bei der französischen Militärregierung schriftlich, in vierfacher Ausfertigung auf Deutsch und Französisch formuliert, die Zulassung von katholischen Korporationen an der Mainzer Universität. Es wurden zu diesem Zeitpunkt mündlich keine Bedenken geäußert. Erstmals wurden nun Chargen gewählt: Erster Senior wurde der spätere Sozialgerichtspräsident Wilfried Müller. Georg Schollmayer nahm in seiner Eigenschaft als Philistersenior der VKDSt Hasso-Rhenania Mainz und der VKDSt Hasso-Rhenania Gießen die ersten neunzehn Burschungen vor, da die rekonstituierte VKDSt Hasso-Rhenania Gießen keine aktiven Verbindungsmitglieder außerhalb Gießens führen durfte.
Zum ersten Nachkriegskatholikentag, im selben Jahr, erteilen die Alliierten eine allgemein Genehmigung für katholische Korporationen. Der Bischof von Mainz, Albert Stohr, übernahm das Protektorat der ersten an der Universität Mainz zugelassenen Korporation und erhielt das Band Hasso-Rhenaniae.

### Doppelexistenz der Hasso-Rhenaniae
Ohne Wissen um diese Mainzer Hasso-Rhenania – aufgrund der unterschiedlichen Besatzungszonen war der Kontakt sehr schwierig – wurde am 28. Januar 1948 die Hasso-Rhenania auch in Gießen wiederbegründet. Am 27. Juni 1948 verständigten sich beide Aktivitates auf ein Verhältnis als Schwesterverbindungen mit gleicher Couleur und Wappen sowie gleichen Rechten und Pflichten. Da beide Verbindungen starken Zuwachs erhielten, verständigten sich die beiden Aktivitates am 7. April 1950 in Bingen am Rhein auf eine Trennung in zwei eigenständige Verbindungen, mit den heutigen Namen „VKDSt Hasso-Rhenania Gießen“ und „VKDSt Hasso-Rhenania Mainz“.
Schließlich wurde auf dem Stiftungsfestconvent am 24. Juni 1950 beschlossen, das Mainzer Band zu drehen und dem Mainzer Zirkel ein „M“ hinzuzufügen. Kurz darauf fand die 64. Cartellversammlung in Mainz statt, die die Wiederbegründung des CVs und die Aufnahme der Hasso-Rhenania Mainz als vollberechtigtes Mitglied beschloss. Dies erfolgte, nachdem sie sich verpflichtet hatte, unabhängig von Gießen eine selbstständige Korporation zu werden mit einer eigenen Aktivitas und eigenem Philisterium. Das Aufnahmedatum wird auf Beschluss jedoch auf 26. Juni 1946 zurückdatiert. Seitdem stehen die beiden Verbindungen Hasso-Rhenania Gießen und Hasso-Rhenania Mainz in einem Schwesternverhältnis, ihre Mitglieder haben auf den Conventen der jeweiligen Schwesterverbindung Stimmrecht. Als Ausdruck dieser Verbundenheit tragen die beiden Seniores seit Februar 1968 das Burschenband der jeweiligen Schwesterverbindung als Senioratsband.

### Gründung der Tochterverbindung und Unterstützung einer Wiederbegründung
Im Mai 1949 entsandte der Burschenconvent der Hasso-Rhenaniae sechs Burschen und einen Fuchs zur Neugründung der Tochterverbindung Rhenania Mainz, die sich später nach Beschwerden der VKDSt Rhenania Marburg in K.D.St.V. Rhenania-Moguntia zu Mainz umbenannte. Zur gleichen Zeit unterstützte Hasso-Rhenania die Wiederbegründung der K. D. St. V. Burgundia München in Mainz, indem sie sieben Gründungsburschen stellte. Im Wintersemester 1957/58 kehrte die K. D. St. V. Burgundia (München) Mainz nach München zurück.

## Prinzipien und Wahlspruch
- Religio – Bekenntnis zum katholischen Glauben
- Scientia – Streben nach Erfolg im individuellen Studium und nach fächerübergreifender Bildung
- Amicitia – Förderung von lebenslanger Freundschaft

Als Besonderheit ist außerdem zu nennen, dass die VKDSt Hasso-Rhenania Mainz im Gegensatz zu anderen CV-Verbindungen nicht das Prinzip „Patria“ führt. Auf dieses Prinzip wurde bei der Gründung verzichtet, da man befürchtete, besonders nach dem gerade erst erlebten Nationalsozialismus, dass die französische Besatzungsmacht dieses Prinzip missverstehen könnte und es als Grund nehmen würde, um sich gegen eine Gründung auszusprechen. Mit dem Prinzip „Patria“ bekennen sich die CV-Verbindungen und ihre Mitglieder zu einem besonderen ehrenamtlichen Engagement im Sinne eines Verfassungspatriotismus gemäß der freiheitlich demokratischen Grundordnung. Die Hasso-Rhenania Mainz setzt sich seit ihrer Gründung zum Ziel, ihre Mitglieder zur humanistischen Charakterbildung und christlichen Werteerziehung anzuleiten und ein Leben lang zu begleiten. Dementsprechend erwartet sie von ihren Mitgliedern ein engagiertes Eintreten in Familie, Werk und Wissenschaft zum Wohle der Gesellschaft und zur Förderung des friedlichen sozialen Miteinanders.
Der Wahlspruch der Verbindung lautet daher „neminem time – neminem laede!“ („Fürchte niemanden – Schade niemandem!“).

## Couleur und Wappen
Die Burschenfarben der Verbindung sind rot-weiß-gelb. Die Fuchsenfarben sind rot-gelb. Die Farben rot-weiß-gelb stehen für Mainz bzw. Rheinhessen (rot-weiß) und für den Katholizismus (gelb-weiß). Eine weitere – modernere – Deutung teilt den jeweiligen Farben eins der drei Prinzipien zu. Dabei steht rot für „Amicitia“, weiß für „Scientia“ und gelb für „Religio“.
Das Band hat jeweils eine silberne Perkussion. Die Kopfcouleur ist eine rote Mütze, getragen als Hinterhauptcouleur.
Das Wappen der VKDSt Hasso-Rhenania Mainz enthält im linken oberen Feld das rote Kreuz auf gelbem Grund, darunter das braune Buch der Wissenschaft auf weißem Grund, oben rechts den weißen Rhein in grünen Auen, darunter eine Weinrebe und das Mainzer Doppelrad auf rotem Grund. In der Mitte steht der Zirkel auf rot-weiß-gelbem Schild.

## Öffentliche Wahrnehmung
Neben der Teilnahme mit Chargierten an Kommersen, Gottesdiensten und besonders der traditionellen Fronleichnamsprozession in Mainz tritt Hasso-Rhenania auch mit öffentlichen Vorträgen renommierter Persönlichkeiten wie dem ehemaligen Weihbischof und heutigen Bischofs des Bistums Erfurt Ulrich Neymeyr oder Philipp Freiherr von Boeselager in Erscheinung. Ein kritischer Reader des AStAs und der Antifa-AG der Universität Mainz zu Mainzer Studentenverbindungen und die Studentenzeitschrift STUZ befassten sich mit der Hasso-Rhenania.

## Bekannte Mitglieder
- August Reatz (1889–1967), Rektor der Johannes Gutenberg-Universität (1947–1949)
- Albert Stohr (1890–1961), Bischof von Mainz (1935–1961), Protektor Hasso-Rhenaniae
- Adolf Süsterhenn (1905–1974), Mitbegründer der CDU
- Josef Maria Reuß (1906–1985), Weihbischof im Bistum Mainz
- Otto Braun-Falco (1922–2018), Arzt und Dermatologe
- Wilhelm Jung (1922–2008), Museumsdirektor am Bischöflichen Dom- und Diözesanmuseum Mainz (1969–1988)
- Benno Erhard (1923–2011), Parlamentarischer Staatssekretär im Bundesministerium der Justiz (1983–1987)
- Martin Luley (1925–2006), Generalvikar des Bistums Mainz (1973–1996), Apostolischer Protonotar
- Günther Massenkeil (1926–2014), Musikwissenschaftler, Hochschullehrer, Autor und Konzertsänger
- Franz Fippinger (1932–2013), Psychologe und Pädagoge
- Ulrich Niemann SJ (1935–2008), Nervenarzt, Psychotherapeut und Psychoanalytiker
- Alfred Beth (* 1940), Staatsminister für Umwelt und Gesundheit des Landes Rheinland-Pfalz (1988–1991)
- Peter Claus Hartmann (* 1940), Historiker
- Wolfgang Thüne (* 1943), Meteorologe
- Jochen Riebel (1945–2015), Staatsminister für Bundes- und Europaangelegenheiten des Landes Hessen (2000–2006)
- Thomas Steffen (* 1961), Staatssekretär im Bundesministerium für Gesundheit (seit 2019), zuvor im Bundesministerium der Finanzen (2012–2018)
- Hans Michael Ockenfels (* 1966), Dermatologe und Allergologe
- Christian Heinz (* 1976), Hessischer Justizminister (seit 2024) und Mitglied des Hessischen Landtages (seit 2010)